# Sanare
Sanare ist eine Stadt im Bundesstaat Lara, Venezuela. Sie ist Verwaltungssitz des Bezirks Andrés Eloy Blanco.
Kaffee- und Gemüseanbau sowie Tourismus sind die Hauptwirtschaftszweige der Region.
Der Nationalpark Yacambú befindet sich in der Nähe.